# Зауморье
Зауморье — село в Энгельсском районе Саратовской области, в составе Терновского муниципального образования. Основано в 1767 году как немецкая колония Бангерт. Население — 207 человек (2010).

## История
Основано в 1767 году. Названа по фамилии первого старосты (форштегера) Бангерта Иогана Генриха (Русское название — Зауморье, также Усовка). Основатели — 32 семьи из Пруссии, Саксонии и Гессена. Вызывательская колония Леруа и Питета. До 1917 году немецкая колония Тарлыцкого округа (с 1871 года — Тарлцыкой, с 1881 года — Степновской волости) Новоузенского уезда Самарской губернии. Колония относилась к лютеранским приходам приходы Варенбург, Куккус.
В 1774 году колония разграблена пугачёвцами.
В 1876 году открыто земское училище.
После образования трудовой коммуны (автономной области) немцев Поволжья и до ликвидации АССР немцев Поволжья в 1941 году село Брабандер — административный центр Бангертского сельского совета Куккуского кантона (с 1927 по 1935 год — в составе Зельманского кантона).
В голод 1921 года в селе родилось 120, умерли 258 человек. В 1926 году в селе имелись сельсовет, сельскохозяйственное кредитное товарищество, начальная школа. Одна из крупнейших подсолнечных маслодавилен в немецких колониях Поволжья, консервная фабрика, МТС. В 1927 году селу Зауморье Зельманского кантона официально присвоено название Бангерт.
Во Советское время образовался колхоз «Рот Фронт». В 1937 году была организована МТС.
5 сентября 1941 года немецкое население было депортировано в Новосибирскую область. Село, как и другие населённые пункты Куккусского кантона было включено в состав Саратовской области, впоследствии вновь переименовано в Зауморье.
После депортации немецкого населения, в Зауморье заселились беженцы эвакуированные с фронта. В 1952 году перед разливом Волгоградского водохранилища село вместе с домами перенесли примерно на 2 км от берега, где оно находится и поныне.

## Физико-географическая характеристика
Село находится в Низком Заволжье, относящемся к Восточно-Европейской равнине, у восточного берега Волгоградского водохранилища. В окрестностях населённого пункта распространены тёмно-каштановые почвы. Почвообразующие породы — глины и суглинки.
По автомобильным дорогам расстояние до районного центра города Энгельс составляет 44 км, до областного центра города Саратова — 50 км.

### Часовой пояс
Зауморье, как и вся Саратовская область, находится в часовой зоне МСК+1. Смещение применяемого времени относительно UTC составляет +4:00.

## Население
| 1767 | 1773 | 1788 | 1798 | 1816 | 1834 | 1850 | 1859 | 1883 | 1889 | 1897 | 1904 | 1910 | 1920 | 1922 | 1926 | 1931 |
| ---- | ---- | ---- | ---- | ---- | ---- | ---- | ---- | ---- | ---- | ---- | ---- | ---- | ---- | ---- | ---- | ---- |
| 83   | 102  | 149  | 206  | 239  | 444  | 706  | 899  | 1222 | 1233 | 1281 | 1985 | 1844 | 1623 | 1336 | 1430 | 1632 |

| 2002 | 2010 |
| ---- | ---- |
| 182  | ↗207 |

## Фотогалерея

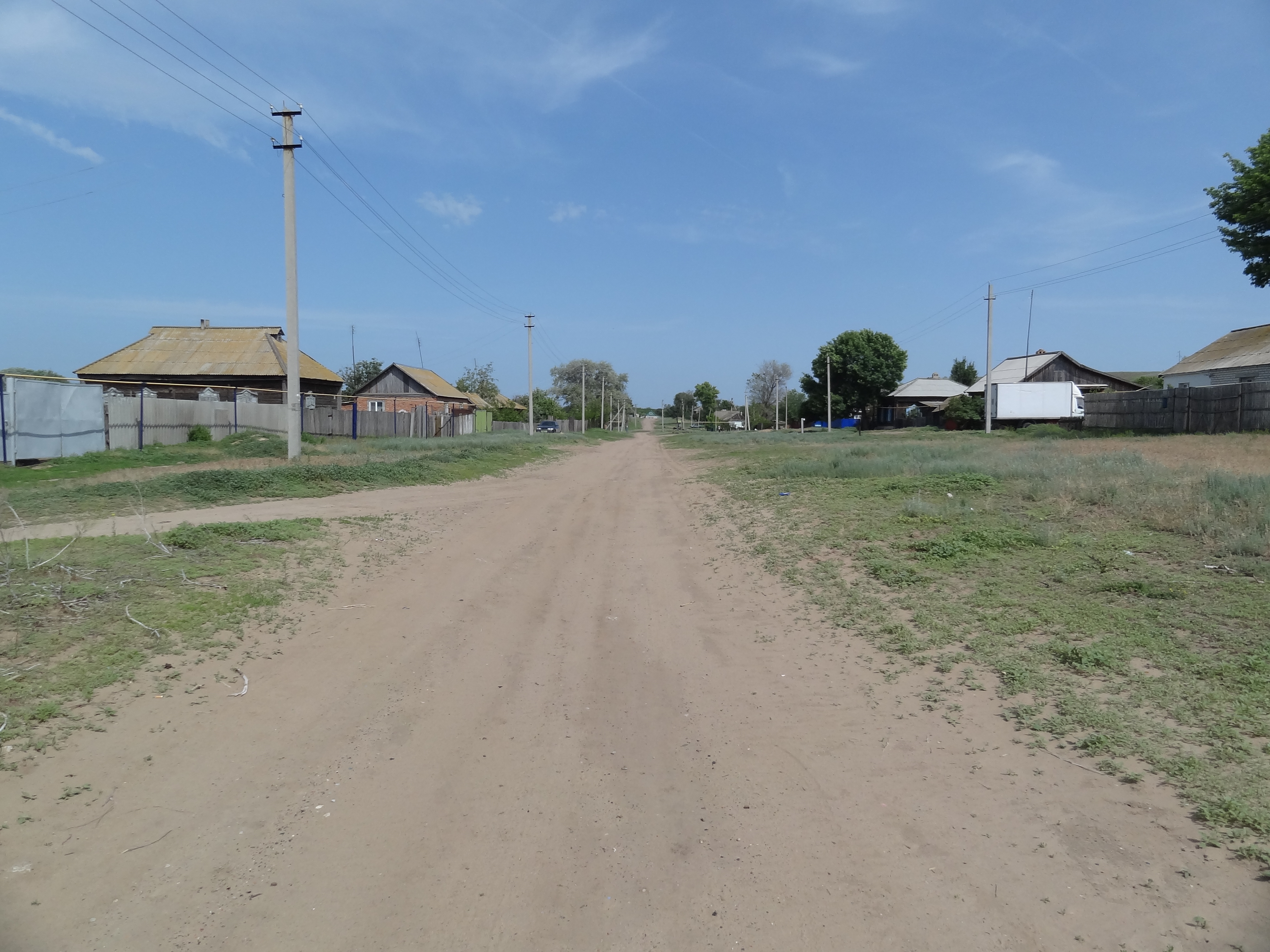
Улица вдоль села
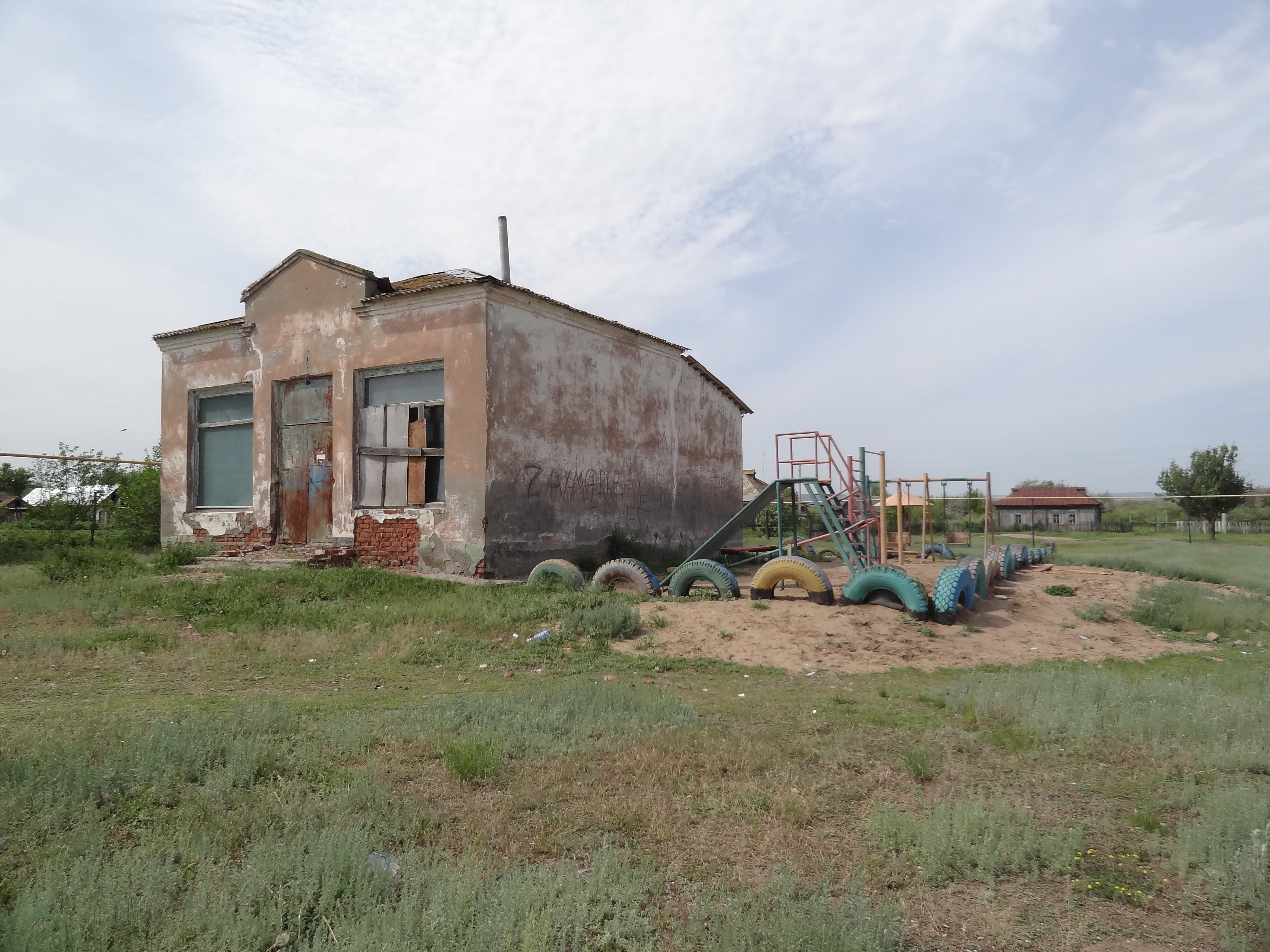
Заброшенное здание
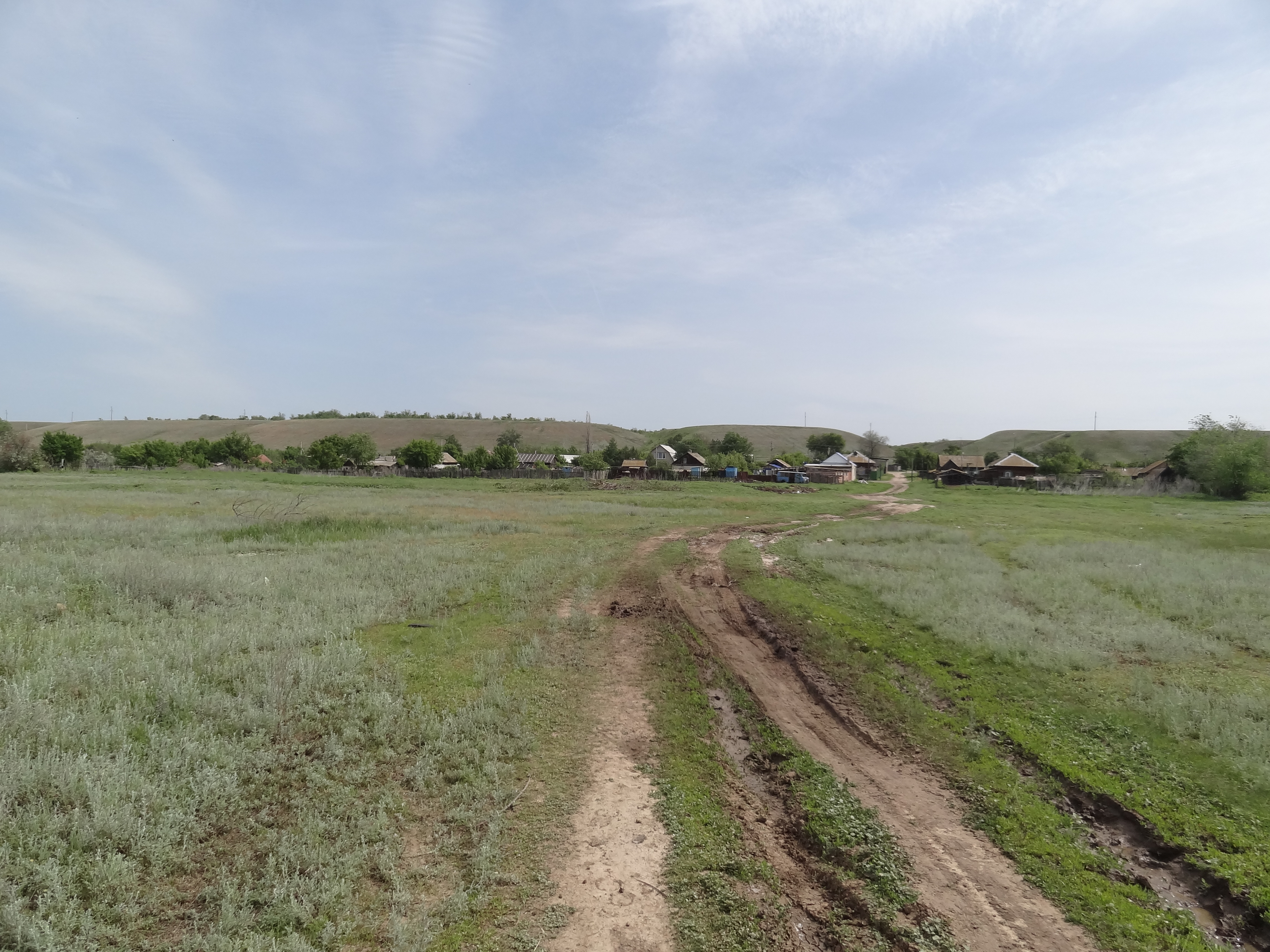
Юго-запалная окраина Зауморья
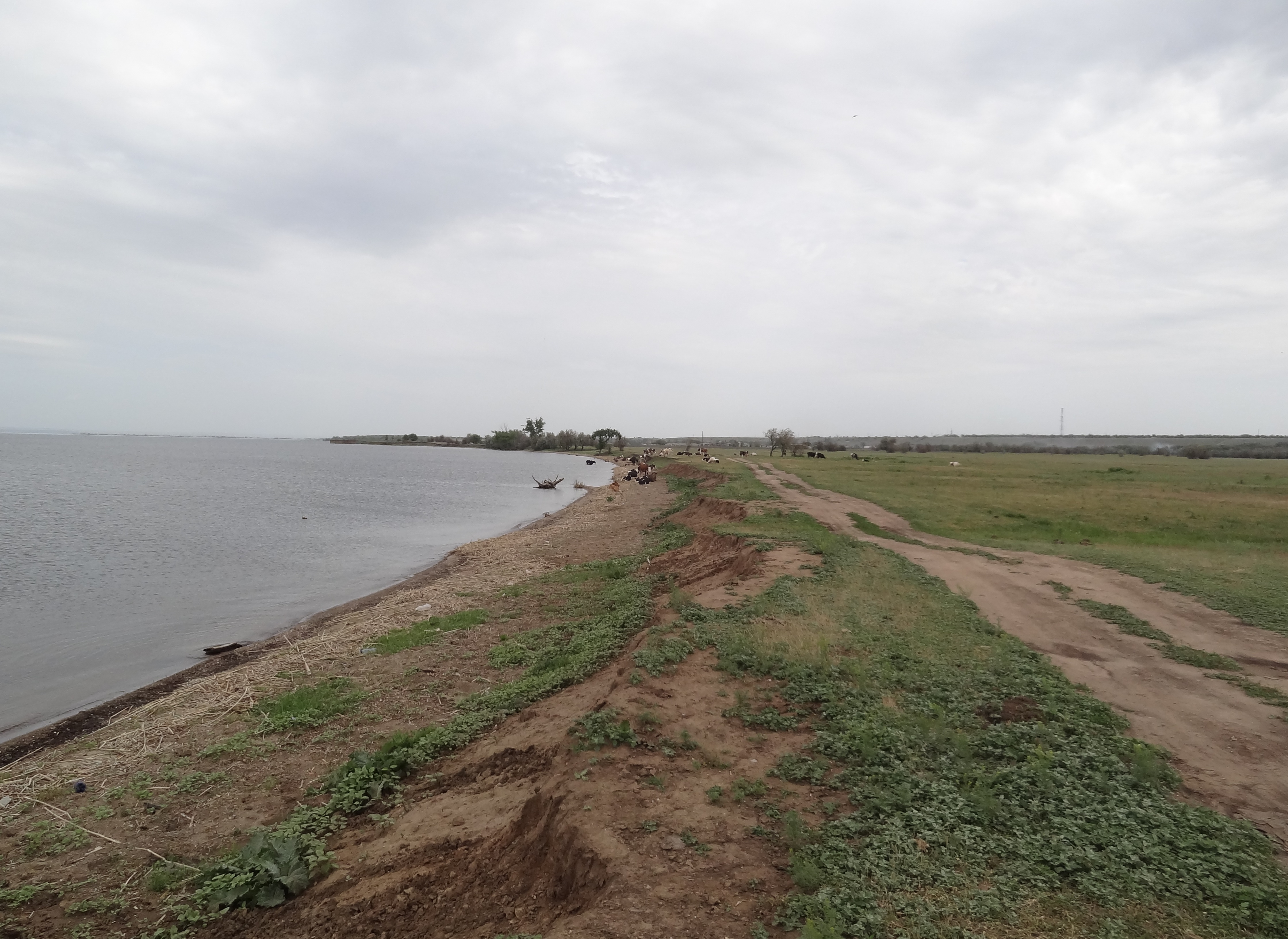
Место, где располагалась колония Бангерт